# Psalistops
Genre
Synonymes
- Epipedesis Simon, 1889

Psalistops est un genre d'araignées mygalomorphes de la famille des Theraphosidae.

## Distribution
Les espèces de ce genre se rencontrent au Venezuela et en Colombie.

## Liste des espèces
Selon World Spider Catalog (version 21.5, 12/11/2020) :
- Psalistops colombianus Mori & Bertani, 2020
- Psalistops melanopygius Simon, 1889

## Systématique et taxinomie
Ce genre est révisé et déplacé des Barychelidae aux Theraphosidae par Mori et Bertani en 2020.

## Publication originale
- Simon, 1889 : « Arachnides. Voyage de M. E. Simon au Venezuela (décembre 1887-avril 1888). 4e Mémoire. » Annales de la Société Entomologique de France, sér. 6, vol. 9, p. 169-220 (texte intégral).